# Senyor de Balaguer
El títol de senyor de Balaguer és un títol vinculat tradicionalment als hereus de la Corona d'Aragó i actualment als de la monarquia espanyola.

## Història
És un títol del regne creat el 1418 pel rei Alfons el Magnànim per al seu germà Joan, vinculat simbòlicament a la ciutat que havia estat capital del suprimit comtat d'Urgell, el domini feudal del gran rival dels Trastàmara per la possessió de la corona durant l'Interregne, Jaume d'Urgell. Quan Joan va esdevenir rei (1458), l'atorgà al seu secundogènit, l'infant Ferran, que l'ostentà fins a pujar al tron el 1479. Des d'aleshores fou propi dels hereus al tron de la Corona d'Aragó i anà sempre unit al de príncep de Girona, les vicissituds del qual en endavant compartí.

## Situació actual
Des del 21 de gener de 1977 els títols de l'hereu de l'antiga Corona d'Aragó són de fet ostentats pel príncep d'Astúries, si bé el reial decret de nomenament (RD 54/1977, BOE del 22 de gener de 1977) només esmenta explícitament el de príncep d'Astúries i afegeix i altres títols vinculats tradicionalment al successor de la Corona d'Espanya. En la mateixa línia, la Constitució espanyola de 1978 (títol II, art. 57.2) indica: El príncep hereu, des del naixement o des que es produeixi el fet que origini la crida tindrà la dignitat de Príncep d'Astúries i els altres títols vinculats tradicionalment al successor de la Corona d'Espanya. El 1990, en una visita oficial a Balaguer, el príncep Felip de Borbó assumí el títol en una cerimònia d'homenatge popular. Des de la supressió de la Corona d'Aragó a principis del segle xviii, és el primer hereu reial que l'ostenta, si bé no en fa cap mena d'ús públic més enllà de les visites a Catalunya i en la cerimònia del seu matrimoni. Des del 19 de juny de 2014 la titular és Elionor de Borbó i Ortiz.